# Barbarossa und die Rätselmeister
Barbarossa und die Rätselmeister nennt sich ein Brettspiel von Klaus Teuber. Es ist eine Art Ratespiel und  Deduktionsspiel mit Knetmasse und erhielt 1988 den Preis für das Spiel des Jahres.

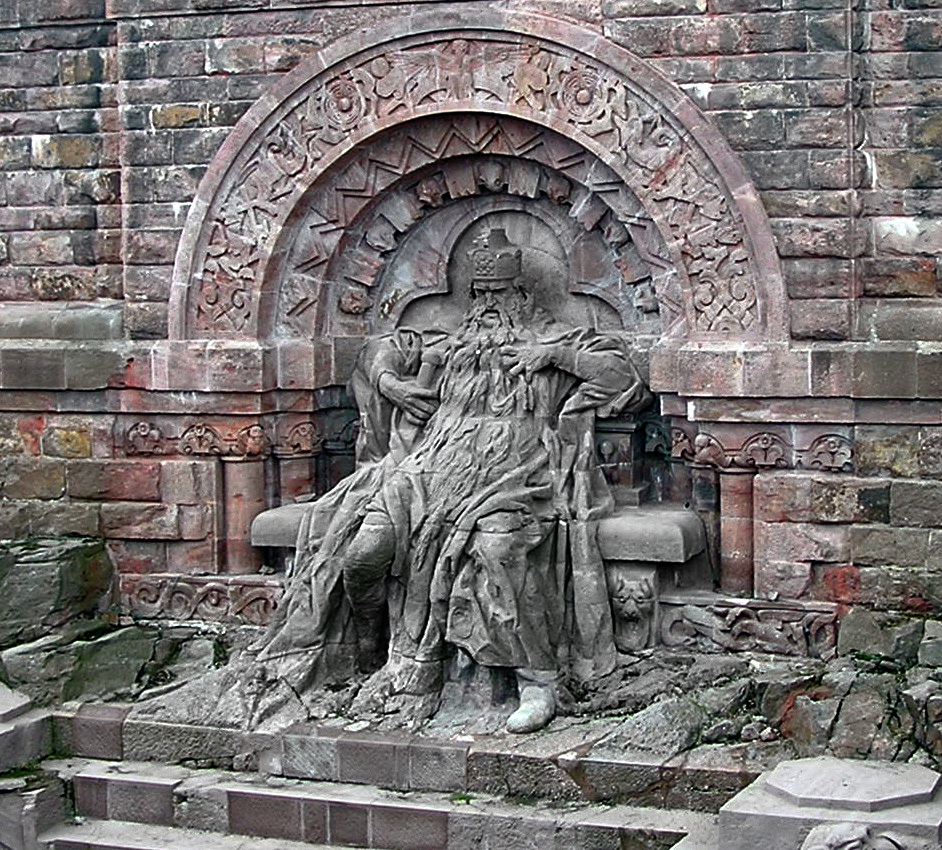
Kaiser Barbarossa am Kyffhäuserdenkmal

Das Spiel greift thematisch die Kyffhäusersage auf, nach der Kaiser Friedrich I., genannt Barbarossa, seit vielen Jahrhunderten in der Barbarossahöhle an einem Steintisch sitzend schläft, während sein roter Bart um den Tisch wächst. Die Kyffhäusersage wurde im 19. Jahrhundert unter anderem durch die Brüder Grimm (Friedrich Rotbart im Kyffhäuser, 1816) im ganzen deutschsprachigen Raum bekannt.

## Spielziel
Ziel des Spieles der bis zu 4 Mitspieler ab 12 Jahren ist es, als erstes die Rätseltreppe zu erklimmen und Rätselmeister zu werden. Dazu muss man zuerst selbst Rätsel gestalten (mittels Knetmasse) und auch durch geschicktes Fragen die Rätsel der anderen zu erraten suchen. Für jedes entdeckte Rätsel darf man den Zauberhut weiter vorrücken. Bei der Gestaltung der Rätsel ist auch der richtige Schwierigkeitsgrad wichtig, denn wessen Rätsel zu leicht oder zu schwer waren, so dass sie sogleich oder gar nicht erraten wurden, der muss am Ende seine Figur auch rückwärts bewegen.

## Spielablauf

### Gestaltungsphase
Jeder Mitspieler knetet also zu Beginn zwei (bei 4 Spielern) oder drei (bei 3 Spielern) Dinge und stellt sie in die Mitte des Spielbretts. Hier liegt ein großer Reiz des gesamten Spiels. Die Spielanleitung enthält eine Liste mit 720 Begriffen als Hilfestellung. Doch man kann in einer Variante auch andere wählen, sollte aber beachten, dass abstrakte Begriffe wie Liebe oder Geburt und Materialien wie Eis oder Holz nicht gestattet sind.

### Fragenphase
Die Spieler bewegen sich anschließend mit ihrem Spielstein auf einer kreisförmigen Bahn durch Barbarossas Höhle, wobei sie verschiedene Orte aufsuchen. An bestimmten Orten beginnen Fragerunden zu den gekneteten Begriffen. Dabei sollten zunächst allgemeine Frage zu beliebigen Rätseln gestellt werden, die der Ersteller mit „ja“, „nein“, „eventuell“ oder „nicht eindeutig zu beantworten“ beantworten kann. Fragen nach bestimmten Buchstaben, der Anzahl der Buchstaben oder direkte Fragen sind nicht erlaubt. Dabei sollte darauf geachtet werden, dass die Mitspieler aus den Fragen und Antworten nicht ihrerseits Schlüsse ziehen. In der zweiten Runde kann dann auch versucht werden ein Rätsel zu lösen, indem man die Lösung auf seine Zaubertafel schreibt und dem Ersteller zeigt. War die Antwort zweimal NEIN oder wurde ein Lösungsversuch unternommen, ist der nächste Spieler dran. Fällt jemandem zwischendurch – auf Grund der vorherigen Fragen und Antworten – eine Lösung ein, obwohl er nicht am Zug ist, darf er sogenannte Fluchsteine einsetzen (jeder hat 3 Stück davon, die, wenn verwendet, auch verbraucht sind) um spontan eine schriftliche Antwort zu geben.
Bei der Reise durch Barbarossas Höhle gelangt man auch auf Felder, die es erlauben, einen Buchstaben des gesuchten Begriffs zu erfahren. Zudem hat jeder eine Anzahl von Elfensteinen, die es ihm ermöglichen, das Würfelglück zu umgehen, um nicht auf Felder zu kommen, die den anderen Spielern Vorteile auf der Treppe der Rätsel bringen.

### Spielende
Das Spiel endet, wenn jemand das Ziel auf der Treppe erreicht oder wenn der 13. Speer in einem der 8 oder 9 Rätsel steckt (jedes Rätsel kann zweimal erraten werden und wird mit einem schwarzen Pfeil markiert).

## Entstehung
Barbarossa wurde von Klaus Teuber entwickelt und 1986 zum ersten Mal auf dem Göttinger Spieleautorentreffen als Prototyp aus „einem Spielbrett, ein paar Figuren und einem Haufen Knetmasse“ vorgestellt. Erstmals erschienen ist es 1988 bei ASS mit einem rechteckigen Spielbrett, eine Neuausgabe hat Kosmos 1997 als Barbarossa mit rundem Spielbrett herausgegeben, die 2001 in den Vereinigten Staaten von Rio Grande Games vertrieben wurde. Bei dieser Version ist das Spiel mit bis zu 6 Personen spielbar. 2005 erschien eine überarbeitete Neuauflage von Barbarossa mit einem nur aus einer Zählleiste bestehenden Spielbrett für 3 bis 4 Personen in der Reihe Klaus Teubers Classic bei der Catan GmbH. Mayfair Games vertreibt diese Version in den Vereinigten Staaten und daVinci Editrice in Italien. Für Kinder erschien zudem 1992 eine mittlerweile vergriffene Ausgabe „Junior Barbarossa“. 2015 erschien es in überarbeiteter Form als „Knätsel“ bei Kosmos.
Die Entstehungsgeschichte wird in dem Buch „Im Zeichen des Sechsecks“ von Peter Gustav Bartschat beschrieben.